# Оденсе Болдклуб
Оденсе Болдклуб (датски: Odense Boldklub) (още познат като Оденсе БК или най-често използваното ОБ) е датски футболен отбор от град Оденсе. Отборът е печелил 3 пъти Датската суперлига и 5 пъти купата на Дания. Клубът се състезава в най-високо поставената датска дивизия от сезон 1999/00. Стадионът им се казва ТРЕ-ФОР Парк. Намира се в град Оденсе, на остров Фюн.

## Отличия
- Датска суперлига (Датска първа дивизия):
  -  Шампион (3): 1977, 1982, 1989
  -  Второ място (6): 1950/51, 1983, 1992/93, 2008/09, 2009/10, 2010/11
  -  Трето място (8): 1916, 1919, 1953, 1958, 1979, 1980, 1995/96, 2005/06

- Купа на Дания:
  -  Носител (5): 1982/83, 1990/91, 1992/93, 2001/02, 2006/07.
  -  Финалист (1): 1974

- Суперкупа на Дания:
  -  Финалист (1): 2002

- Купа Интертото:
  -  Победител (1): 2006